# Anatolijs Gorbunovs
Anatolijs Gorbunovs (Pilda, okrug Riga, Latvija, 10. veljače 1942.), latvijski političar.
Rodio se u selu Pilda, okrug Riga. Od 1974. do 1988. obnašao je razne visoke političke funkcije, uspevši se čak na mjesto generalnog sekretara Centralnog komiteta Komunističke Partije Latvijske SSR.
Za razliku od drugih u partiji, težio je tome da Latvija postane nezavisna država.
Godine 1991. postao je predsjednik parlamenta, ali je zapravo vladao kao predsjednik države. Na tom mjestu bio je do 1993., kada je izabran predsjednik države. Do 1995. ostaje predsjednik parlamenta, a od 1995. do 2002. godine bio je ministar za regionalni razvoj.